# Auditorio de Tenerife
Het Auditorio de Tenerife "Adán Martín" (voorheen Auditorio de Tenerife) is een auditorium, ontworpen door de Spaanse architect Santiago Calatrava. Het is het symbool van de stad Santa Cruz de Tenerife (Canarische Eilanden, Spanje) en is een van de belangrijkste gebouwen van de hedendaagse Spaanse architectuur.
De bouw werd begonnen in 1997 en voltooid in 2003. Het werd geopend door de Prins van Asturië, Felipe de Borbón (de toenmalige erfgenaam van de Spaanse kroon) op 26 september van dat jaar. Het gebouw ligt aan de rand van de stad Santa Cruz de Tenerife aan de Atlantische Oceaan.